# Dysprosium(III)chloride
Dysprosium(III)chloride of dysprosiumtrichloride, is een anorganische verbinding van dysprosium en chloor, met als brutoformule DyCl3. De stof komt voor als een hygroscopische witte vaste stof, die matig oplosbaar is in water. Meestal komt het voor als hexahydraat (DyCl3 · 6H2O), dat gevormd wordt bij contact met vochtige lucht. Bij het verwarmen van de stof treedt partiële hydrolyse op en wordt dysprosiumoxychloride gevormd (DyOCl). Het hexahydraat kan ook voorkomen als een geel kristallijn poeder.

## Synthese
Dysprosium(III)chloride kan worden bereid uit een reactie van metallisch dysprosium of dysprosium(III)carbonaat en waterstofchloride:
{\displaystyle \mathrm {2\ Dy\ +\ 6\ HCl\longrightarrow \ 2\ DyCl_{3}\ +\ 3\ H_{2}} }
{\displaystyle \mathrm {Dy_{2}(CO_{3})_{3}\ +\ 6\ HCl\longrightarrow \ 2\ DyCl_{3}\ +\ 3\ CO_{2}\ +\ 3\ H_{2}O} }
Het watervrije product kan gesynthetiseerd worden door hydratie van dysprosiumhydraat, bij een langzame verwarming tot 400°C in vacuüm, in een overmaat aan ammoniumchloride. Dysprosium(III)chloride wordt altijd gezuiverd door sublimatie bij hoge temperatuur en onder vacuümomstandigheden.

## Chemische eigenschappen
Dysprosium(III)chloride is een matig sterk lewiszuur. Waterige oplossingen van dysprosium(III)chloride kunnen gebruikt worden om onoplosbare dysprosium(III)-verbindingen te synthetiseren, zoals bijvoorbeeld dysprosium(III)fluoride. Hierbij reageert het fluoride-anion met het dysprosium(III)-kation, waardoor een nieuwe stabiele ionaire binding wordt gevormd:
{\displaystyle \mathrm {DyCl_{3}\ +\ 3\ NaF\longrightarrow \ DyF_{3}\ +\ 3\ NaCl} }

## Toepassingen
Dysprosium(III)chloride kan gebruikt worden als uitgangsstof bij de productie van andere dysprosiumzouten. Het wordt ook gebruikt bij het produceren van zuiver dysprosium: hierbij ondergaat dysprosium(III)chloride een elektrolyse in een eutectische mengsel van lithiumchloride en kaliumchloride.

## Toxicologie en veiligheid
Dysprosium(III)chloride is mogelijk toxisch voor de mens, alhoewel de toxiciteit en de invloed van de stof bij inhalatie, inslikking of contact met ogen en huid nog niet in detail werd onderzocht.